# Ponte do Arco
A Ponte do Arco é uma ponte sobre o Rio Ovelha localizada em Folhada, na atual freguesia de Várzea, Aliviada e Folhada, no Município de Marco de Canaveses.
Ponte românica de arco único, de cerca de 10m de vão e 15 de travessia.  
Importante testemunho histórico da capacidade na Época medieval (conjectural), que até resistiu à passagem de pesados tractores e camiões, e ao furto de pedras. É usada desde o início do século XXI para travessia de velocípedes e peões, e em jeito de prancha de saltos para as crianças se lançarem à água, nos quentes dias de Verão.
Está classificada como Imóvel de Interesse Público desde 1982.